# Slap-a-Ham Records
Slap-a-Ham Records (aussi stylisé Slap A Ham Records) est un label discographique américain, basé à San Francisco, Californie, actif entre 1989 et 2002.

## Histoire
Le fondateur et propriétaire était Chris Dodge, guitariste de No Use for a Name et Spazz. Dodge est un collectionneur de disques vinyles « la plus rapide possible » et avait depuis quelques années déjà l'envie de fonder lui-même un label. Le nom du label naît d'une nécessité : David Hayes, ami de Dodge chez Lookout! Records, connaissant le lancement imminent du label encore sans nom de Dodge, lui propose de faire de la publicité pour Dodge dans le livret d'une compilation de son label, si celui-ci lui donnait immédiatement le nom du label. « Slap A Ham » est la première idée de Dodge. De nombreux groupes attirent l'attention de Dodge parce qu'un ami journaliste du magazine Maximumrocknroll lui glisse des cassettes avec des enregistrements de démo.
Slap-a-Ham Records peut rapidement compter sur des sorties de groupes connus. Outre le bon réseau du fondateur de l'entreprise (qui travaillait entre-temps comme rédacteur chez Maximumrocknroll), le fait que le hardcore en tant que genre musical avait dépassé son zénith à la fin des années 1980 et que même les groupes renommés avaient parfois du mal à publier leurs œuvres jouent également en sa faveur. Le genre powerviolence doit à Slap-a-Ham Records un certain travail de développement, de nombreux groupes de Powerviolence de la première heure y publient. Depuis 1993, le label organise également le festival Fiesta Grande à Berkeley, près de San Francisco, où se produisaient principalement des groupes sous contrat avec Slap-a-Ham. Le rythme de publication du label était lent, car il ne dispose pas de moyens financiers significatifs et les nouvelles productions devaient être financées par les recettes des productions achevées. L'album le plus réussi financièrement du label est Crush Kill Destroy de Spazz en 1999, pressé à 5 000 exemplaires et réédité par 625 Thrashcore dans les années 2010. 
En 1994, le sous-label Raging Woody Records créé pour la sortie d'un single du groupe de country alternative The Old Joe Clarks, qui n'est plus jamais utilisé par la suite. La sortie la plus bizarre de Slap-a-Ham est le single Funky Ass Li'l Platter de Spazz, un vinyle d'un pouce (2,54 centimètres) de diamètre sorti en 1996. Une autre bizarrerie est un split EP de Spazz et avec le comédien américain Jimmie Walker datant de 1996 : d'un côté du disque de 7 pouces, Spazz joue huit chansons de powerviolence courtes et rapides, de l'autre, Jimmie Walker chante une chanson de la bande son de l'adaptation cinématographique Disney du Livre de la jungle de 1967. Un an plus tard, un split EP suit avec le groupe de grindcore Gob et le présentateur de télévision chantant Wink Martindale.
Dodge et donc le label ont déménagé à Los Angeles en avril 2001. En 2002, le label a cessé ses activités pour des raisons financières. Le propriétaire Dodge attribue la cause principale de cet échec à un ralentissement de la consommation après les attentats terroristes du 11 septembre 2001. Le label publie au total 58 supports sonores de 49 groupes ainsi que six compilations en tant que vitrines de l'œuvre du label.
Chris Dodge vit désormais à Los Angeles comme artiste plasticien. Il peint, joue dans quelques groupes locaux et gère le podcast comique Hour of the Barbarian. 